# Super Shy
Super Shy – piosenka południowokoreańskiej grupy NewJeans. Została wydana w formacie cyfrowym przez wytwórnię ADOR we współpracy z YG Plus jako pierwszy singiel z drugiego minialbumu grupy, zatytułowanego Get Up, 7 lipca 2023 roku. Utwór „Super Shy” został napisany przez Gigi, Kima Dong-hyuna, Erikę de Casier, Kristine Bogan, producenta Frankie Scoca oraz członkinię NewJeans, Danielle. To piosenka łącząca gatunki liquid drum and bass oraz bubblegum Jersey club, która wyraża nerwowość i niezręczność odczuwaną podczas zakochiwania się i wyznawania miłości po raz pierwszy. Teledysk, wyreżyserowany przez Heewon Shina, przedstawia członkinie NewJeans wykonujące taniec flash mob i występujące w różnych miejscach w Lizbonie w Portugalii.
„Super Shy” zdobył pierwsze miejsce na Circle Digital Chart w Korei Południowej, stając się trzecią piosenką NewJeans, która osiągnęła tę pozycję na liście przebojów. Międzynarodowo, utwór stał się najbardziej popularnym nagraniem grupy na wielu listach, docierając do pierwszego miejsca w Hongkongu, Malezji, Singapurze i na Tajwanie. Piosenka osiągnęła także najwyższą pozycję na listach Billboard Global 200 (2), UK Singles Chart (52) i US Billboard Hot 100 (64).

## Historia wydania
Po wydaniu swojego pierwszego singlowego albumu OMG, w styczniu 2023 roku, dyrektorka generalna ADOR, Min Hee-jin, po raz pierwszy ujawniła w wywiadzie dla południowokoreańskiego magazynu Cine21, że NewJeans przygotowuje nowy album. W kwietniu 2023 roku, Hee-jin powiedziała w wywiadzie dla Billboardu, że grupa zakończyła nagrywanie na początku kwietnia. Południowokoreańskie media poinformowały, że album zostanie wydany w lipcu 2023 roku, poprzedzony jednym z utworów ze strony B, który ma zostać wydany 7 lipca. W czerwcu 2023 roku ADOR ogłosiło, że NewJeans wyda swój drugi minialbum zatytułowany Get Up, 21 lipca, ujawniając także datę premiery pierwszego głównego singla „Super Shy” oraz jednego z utworów ze strony B, „New Jeans”. W wywiadzie udzielonym dla magazynu Rolling Stone, członkini grupy, Hanni, opisała nadchodzące utwory jako „świeże”, mówiąc, że album „zdecydowanie oferuje znacznie więcej różnorodności, nie tylko pod względem gatunku muzyki i stylu tanecznego, ale także tego, co dążymy do wyrażenia i pokazania wam”.
Dwa dni przed premierą, ADOR opublikowało na platformie YouTube Shorts zapowiedź wideo z instrumentalną wersją piosenki w Hongkongu, ukazującą tło oraz oficjalny light stick NewJeans, hashtag „ImSuperShy” i datę premiery. W towarzyszącym komunikacie prasowym przedstawili „Super Shy” jako idealną piosenkę na lato. „Super Shy” został wydany przez ADOR w formie cyfrowej do pobrania i streamowania za pośrednictwem YG Plus o godzinie 13:00 (KST) 7 lipca 2023 roku. NewJeans będzie promować piosenkę we współpracy z platformą YouTube poprzez wyzwanie taneczne opublikowane na YouTube Shorts pod hashtagiem „ImSuperShy”.

## Muzyka i tekst
„Super Shy” został skomponowany przez Erikę de Casier, Kristine Bogan i Frankie Scoca, którzy również zajęli się produkcją. To piosenka łącząca gatunki liquid drum and bass oraz bubblegum Jersey club, charakteryzująca się wyraźnym wzorcem staccato w kick drumie. Tekst utworu został napisany przez de Casier i Bogana, wspólnie z Gigi, Kim Dong-hyunem i członkinią NewJeans, Danielle. NewJeans śpiewają o pragnieniu zdobycia się na odwagę, by wyznać swoją pierwszą miłość, co jest powracającym motywem w ich dyskografii.

## Teledysk
Wyprodukowany przez Min-a, teledysk do piosenki „Super Shy” został opublikowany na kanale YouTube Hybe wraz z utworem. Reżyserią zajęła się Heewon Shin, która wcześniej miała na swoim koncie teledyski do piosenek NewJeans „Attention” i „Hurt”. Teledysk w stylu muzycznym rozpoczyna się od sceny, w której Danielle jedzie na czerwonym rowerze przez ulice Lizbony, Portugalii, aby spotkać się z innymi członkiniami w parku. Zauważają, że grupa ćwicząca tańczy do „Attention” i szybko dołączają do nich, aby wykonać „Super Shy”, co wywołuje spontaniczne występy flash mob na placach, parkach, ulicach i targowiskach. Szybka i pełna energii choreografia opiera się na stylu waackingu i celowo zawiera przystępne ruchy. W teledysku NewJeans są ubrane w młodzieżowym stylu, prezentują fryzury, takie jak rozjaśnione blond włosy i grzywki, noszą stroje cheerleaderek i spódniczki tenisowe. David Renshaw z The Fader zauważył wpływ wizualnego stylu reżysera filmowego Wesa Andersona w całym teledysku.

## Odbiór krytyczny
Kim Ho-hyeon napisał dla IZM, że „choć jest prostszy niż typowa piosenka taneczna wypełniona dźwiękiem, przynosi nowy rodzaj emocji optymalizowany pod kątem treści krótkoformatowych, łącząc jasne obrazy wizualne z muzyką w stylowy sposób”.

## Odbiór komercyjny
„Super Shy”zadebiutował na 27. miejscu na Circle Digital Chart w Korei Południowej w tygodniu od 2 do 8 lipca 2023 roku. W kolejnym tygodniu awansował na pierwsze miejsce, zdobywając trzeci numer jeden NewJeans w kraju po singlach „Attention” (2022) i „Ditto” (2022). „Super Shy” zadebiutował na pierwszym miejscu na liście Top Streaming Chart w Singapurze oraz na Malezyjskiej liście międzynarodowej. Piosenka zadebiutowała również na pierwszym miejscu na liście Billboard Hits of the World dla Hongkongu i Tajwanu, przynosząc NewJeans pierwszy i trzeci numer jeden w tych krajach, odpowiednio.
„Super Shy” stał się najbardziej udanym utworem NewJeans w Wielkiej Brytanii, debiutując na 59. miejscu na UK Singles Chart w okresie od 14 do 20 lipca 2023 roku. W Stanach Zjednoczonych zadebiutował na 66. miejscu na liście Billboard Hot 100 w okresie od 22 lipca 2023 roku, z oficjalnymi 9,2 milionami streamów w USA i sprzedażą 2000 pobranymi kopiami, co uczyniło go ich najwyżej notowanym utworem w kraju. Tydzień później piosenka osiągnęła szczyt na 64. miejscu. Utwór zadebiutował na drugim miejscu zarówno na liście Billboard Global 200, jak i Billboard Global Excl. US w okresie od 22 lipca 2023 roku, z łączną liczbą 63 milionów streamów i sprzedażą 6000 pobranych kopii na całym świecie. Stał się to najbardziej udany utwór NewJeans na obu tych listach i osiągnął największą liczbę streamów w ciągu jednego tygodnia spośród wszystkich ich piosenek, przewyższając poprzedni rekord „Ditto” z 46,5 miliona streamów w ciągu jednego tygodnia.

## Nagrody w programach muzycznych
| Program                | Data          | Źródło |
| ---------------------- | ------------- | ------ |
| M Countdown (Mnet)     | 13 lipca 2023 | [ 32 ] |
| Show! Music Core (MBC) | 22 lipca 2023 | [ 33 ] |
| Inkigayo (SBS)         | 23 lipca 2023 | [ 34 ] |

## Lista utworów
- Digital download i streaming[35]

1. „New Jeans” – 1:48
2. „Super Shy” - 2:34

## Personel
Zaadaptowane z książki z tekstami minialbumu.
Studia
- Nagrane, zaaranżowane i zmontowane w Hybe Studio
- Miksowane w Brecks Farmhouse Studios
- Mastering odbył się w Becker Mastering w Pasadenie w Kalifornii

Twórcy
- Frankie Scoca – kompozycja, instrumenty, programowanie
- Erika de Casier – kompozycja, teksty
- Kristine Bogan – kompozycja, teksty
- Gigi – teksty
- Donghyun Kim – teksty
- Danielle – teksty
- Min Hee-jin – reżyseria wokalna
- Jungwoo Jang – reżyseria wokalna
- NewJeans – wokal wspierający
- Emily Kim – wokal wspierający
- Pyungwook Lee – inżynieria dźwięku
- Bakyeong Wang – inżynieria dźwięku
- Yeji Cha – edycja wokalu
- Nathan Boddy – miksowanie
- Dale Becker – mastering

## Notowania
| Lista                                   | Najwyższa pozycja | Źr.    |
| --------------------------------------- | ----------------- | ------ |
| Australia (ARIA)                        | 14                | [ 36 ] |
| Canada (Canadian Hot 100)               | 26                | [ 37 ] |
| Global 200 (Billboard)                  | 2                 | [ 38 ] |
| Hong Kong (Billboard)                   | 1                 | [ 39 ] |
| Indonesia (Billboard)                   | 3                 | [ 40 ] |
| Ireland (IRMA)                          | 77                | [ 41 ] |
| Japan (Japan Hot 100)                   | 10                | [ 42 ] |
| Japan Combined Singles (Oricon)         | 5                 | [ 43 ] |
| Lithuania (AGATA)                       | 98                | [ 44 ] |
| Malaysia (Billboard)                    | 1                 | [ 45 ] |
| Netherlands (Global Top 40)             | 24                | [ 46 ] |
| Netherlands (Single Tip)                | 24                | [ 47 ] |
| New Zealand (Recorded Music NZ)         | 16                | [ 48 ] |
| Philippines (Billboard)                 | 5                 | [ 49 ] |
| Portugal (AFP)                          | 127               | [ 50 ] |
| Singapore (RIAS)                        | 1                 | [ 51 ] |
| South Korea (Circle)                    | 1                 | [ 52 ] |
| South Korea (Billboard)                 | 1                 | [ 53 ] |
| Taiwan (Billboard)                      | 1                 | [ 54 ] |
| UK Singles (OCC)                        | 52                | [ 55 ] |
| UK Indie (OCC)                          | 14                | [ 55 ] |
| US Billboard Hot 100                    | 48                | [ 56 ] |
| US World Digital Song Sales (Billboard) | 2                 | [ 57 ] |
| Vietnam (Vietnam Hot 100)               | 2                 | [ 58 ] |